# Grande Somália

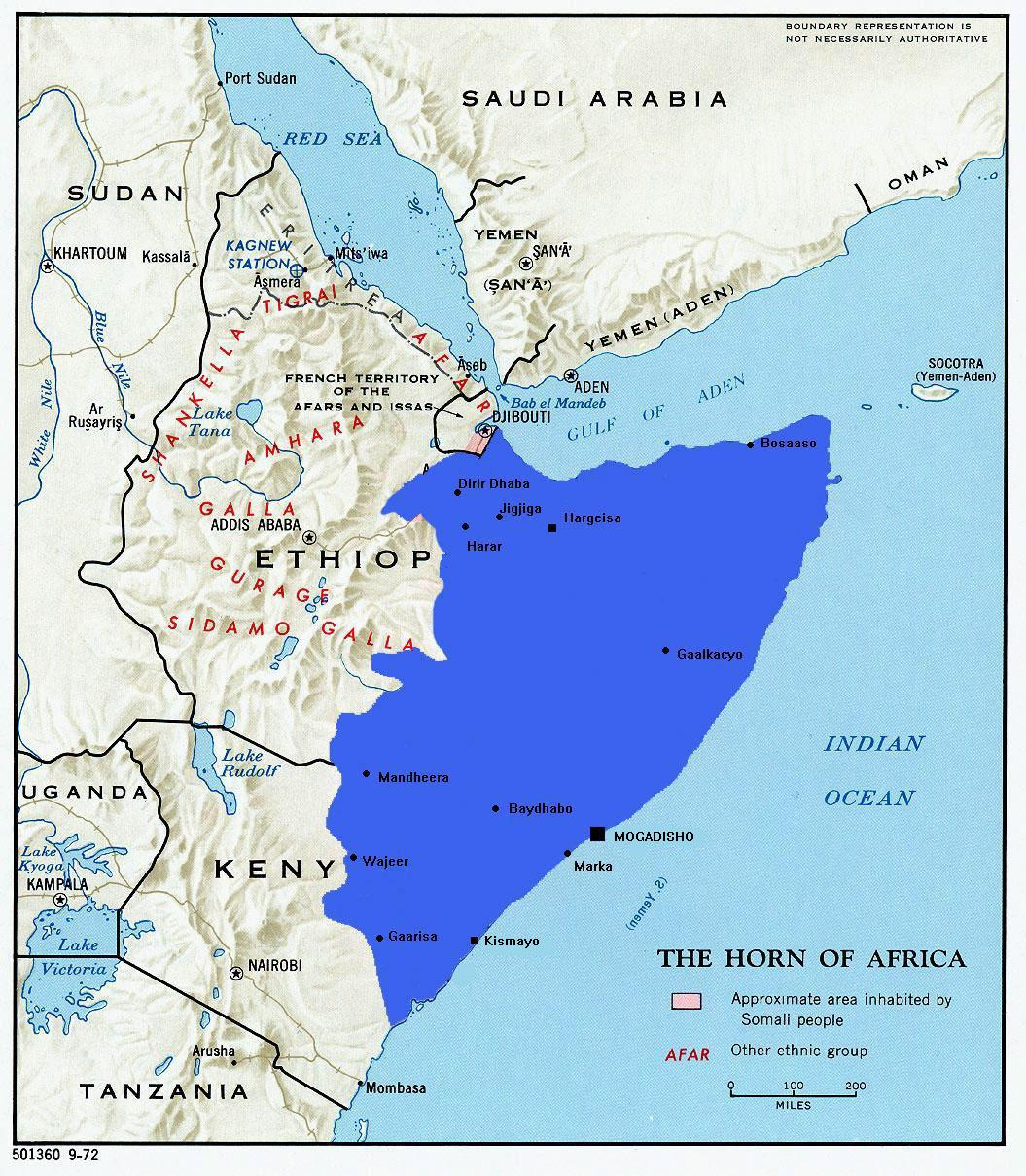
Território estimado da nação pan-somalí ou Grande Somália.

A Grande Somália (somali:  Soomaaliweyn) refere-se à região no Chifre da África, na qual os somalis étnicos historicamente têm representado a população predominante. Portanto, esse projeto nacionalista irredentista englobaria a Somália, o Djibuti, a parte oriental da Etiópia (Ogaden) e a Província Oriental e do Norte (ambas atualmente administradas pela Etiópia e o Quénia, respectivamente). O Pan-Somalismo refere-se à visão de unificar esses territórios sob uma bandeira e nação somali. A prossecução deste objetivo levou a um conflito armado na região de Ogaden na década de 1980, da Somália contra a Etiópia durante a Guerra Fria: a Guerra de Ogaden; bem como apoiar insurgentes somalis na chamada Guerra de Shifta contra o Quênia.

Bandeira da Somália, a estrela de cinco pontas simboliza as cinco partes da Grande Somália: o noreste do Quênia, a região da Etiópia de Ogaden e o Djibuti.